# Corine Mauch
Pour les articles homonymes, voir Mauch.
Corine Mauch, née le 28 mai 1960 à Iowa City, est une personnalité politique suisse (binationale suisso-américaine jusqu'en 2013), membre du Parti socialiste.
Elle est syndique de la ville de Zurich depuis mars 2009, responsable du département présidentiel du conseil administratif.

## Biographie

### Origines et famille
Corine Mauch naît en 1960 à Iowa City, aux États-Unis. Elle passe les quatre premières années de sa vie dans cette ville, puis grandit dans le canton d'Argovie[réf. souhaitée]. Elle abandonne la nationalité américaine en 2013.
Son père est ingénieur ; sa mère, Ursula Mauch, chimiste de profession et membre du Parti socialiste, est la première conseillère nationale argovienne. 

### Études et parcours professionnel
Corine Mauch fait des études d'agronomie à l'École polytechnique fédérale de Zurich, puis de sinologie à l'Université de Zurich. Elle est également titulaire d'une maîtrise universitaire de l'Institut de hautes études en administration publique.
Elle travaille d'abord comme responsable de la gestion des déchets de la commune d'Uster, dans le canton de Zurich, puis occupe un poste de cadre à la Société académique suisse pour la recherche environnementale et l'écologie.

### Musique
Elle est bassiste dans un groupe de rock.

## Parcours politique
Après dix ans passés au Conseil municipal de la ville de Zurich à partir de 1999, elle est élue syndique en mars 2009. Seconde au terme du premier tour, à environ 1 300 voix de Kathrin Martelli, la candidate du Parti radical-démocratique, elle obtient au second tour 41 745 votes de plus et s'impose par 58 % des voix contre 42 %,. Elle est la première femme élue à ce poste, où elle est à la tête du département présidentiel qui comprend la culture et l'urbanisme, ainsi que la première personne ouvertement lesbienne (et homosexuelle en général) à être élue maire de la ville.
Elle est réélue à quatre reprises : le 7 mars 2010, le 9 février 2014 (avec 48 608 voix devançant l'autre candidat Filippo Leutenegger de plus de 16 000 voix), le 4 mars 2018 et le 13 février 2022[réf. souhaitée]. Elle annonce début mars 2025 qu'elle ne se présentera pas pour un nouveau mandat en 2026.